# Museu da Cidade (Brasília)
O Museu Histórico de Brasília também conhecido como Museu da Cidade é o museu mais antigo da capital federal, inaugurado no mesmo dia que a cidade. Este monumento é um marco histórico, pois a solenidade de sua inauguração representou a transferência oficial da Capital Federal do Rio de Janeiro para Brasília. 
Integrando o Centro Cultural Três Poderes (CC3P), na praça de mesmo nome, o monumento projetado por Oscar Niemeyer tem por finalidade preservar para a posteridade os trabalhos que se referem à história da construção de Brasília. No contexto da Praça dos Três Poderes, o museu destaca-se por sua forma plástica e compõe com o Palácio do Planalto, o Panteão da Pátria e o Supremo Tribunal Federal um harmonioso conjunto arquitetônico.
Para além da arquitetura externa que chama a atenção de quem passa pelo ponto turístico de Brasília, uma pequena entrada na lateral dá acesso à parte interna do museu que contem 16 textos gravados com informações sobre alguns fatos que fazem parte da história do processo de interiorização da Capital do Brasil.
O museu é administrado pela Secretaria de Estado de Cultura do Distrito Federal  e fica aberto, assim como os outros equipamentos que compõem o Centro Cultural Três Poderes, de terça a domingo - inclusive feriados - das 9h às 18h. O local conta com maquete tátil para deficientes visuais.

## História
Concebido para preservar a história da construção da capital, o museu, construído na década de 50, mediante projeto arquitetônico de Oscar Niemeyer , foi inaugurado às doze horas e trinta minutos do dia 21 de abril de 1960, com a presença do então presidente Juscelino Kubitschek, no mesmo dia que Brasília também foi inaugurada, momento em que Guilherme de Almeida leu seu poema laudatório "Prece Natalícia de Brasília".

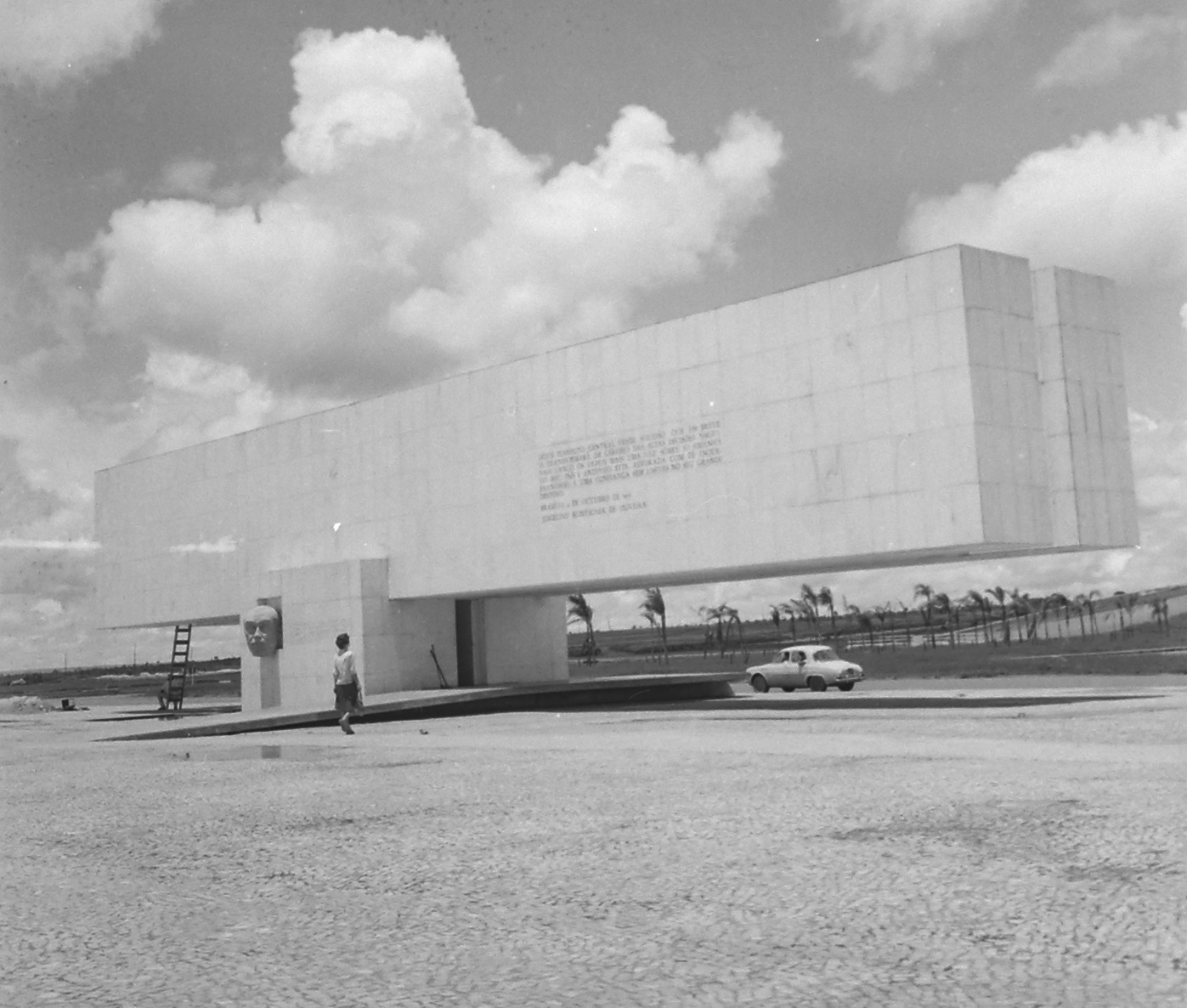
Registro do Arquivo Nacional do Museu nos anos 1960.

## Características

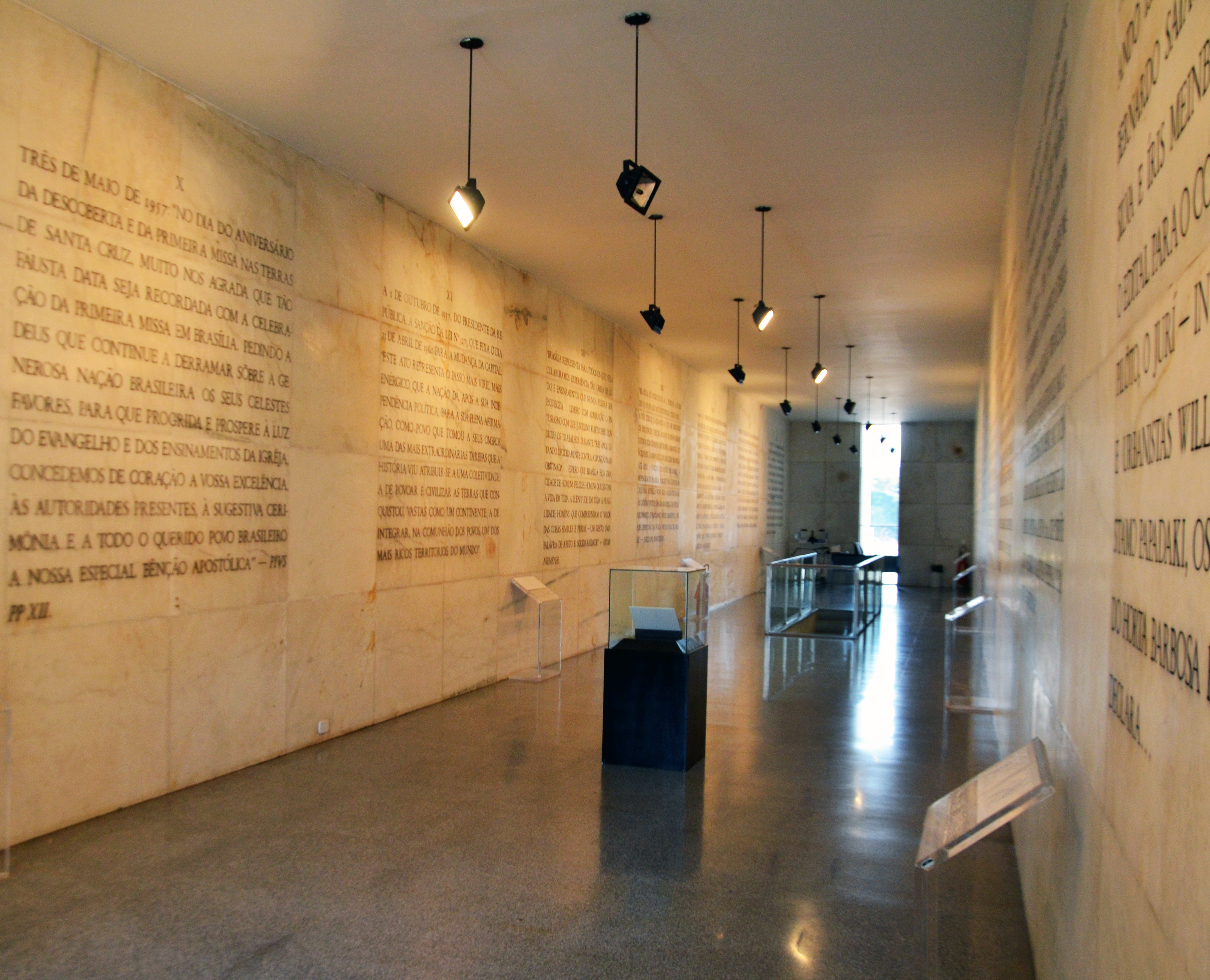
Parte interna.

Edificado em concreto armado, o monumento apresenta linhas retas e sóbrias. Formado por um bloco longitudinal, que se apoia fora do eixo sobre um cubo, sua característica principal é o fato de exibir frases históricas em suas paredes externas e internas que são revestidas de mármore branco. Pode-se dizer que o projeto tem como inspiração a ideia de Le Corbusier, uma das grandes referências de Niemeyer, para o monumento em homenagem ao escritor francês Paul Vaillant-Courturier.
Na fachada leste pode ser apreciada uma escultura grande da cabeça de Juscelino Kubitschek, de autoria de José Alves Pedroza. Ao lado, temos uma frase dedicatória dos pioneiros e dos candangos ao presidente Juscelino: “Ao Presidente Juscelino Kubitschek de Oliveira, que desbravou o sertão e ergueu Brasília com audácia, energia e confiança, a homenagem dos pioneiros que o ajudaram na grande aventura”

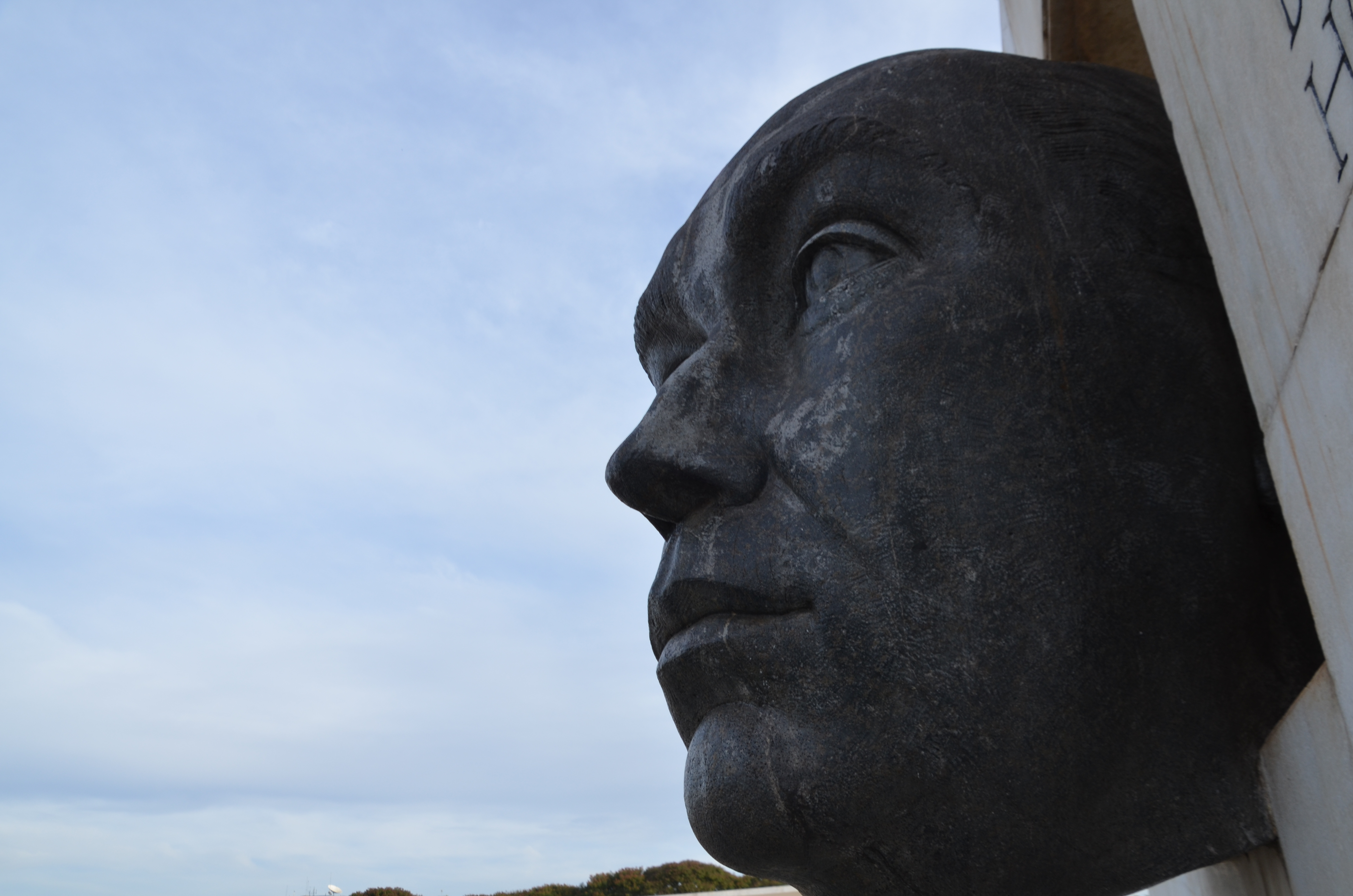
Estátua de JK na parede externa do museu.

Acima da escultura está inscrita uma frase escrita por JK em 02 de outubro de 1956, quando esteve pela primeira vez na região para conhecer o local exato onde seria construída a Nova Capital do Brasil, sintetizando o seu sentimento por Brasília, sua Meta Síntese, e sua confiança no amanhã: “Deste Planalto Central, desta solidão que em breve se transformará em cérebro das altas decisões nacionais, lanço os olhos mais uma vez sobre o amanhã do meu país e antevejo esta alvorada, com fé inquebrantável e uma confiança sem limites no seu grande destino”.
Na fachada oeste foi gravada uma cronologia do processo de interiorização da capital entre 1789 e 1960, destacando algumas datas significativas.
No interior, em suas paredes, 16 textos gravados com informações sobre alguns fatos que fazem parte da história do processo de interiorização da Capital do Brasil, desde meados do séc. XVIII até sua construção e inauguração, além de frases históricas proferidas pelo Papa Pio XII, por Niemeyer e pelo presidente Juscelino alusivas a eventos do período de construção e inauguração. Estes textos se encontram transcritos também em Braille e em inglês nos pedestais existentes abaixo das inscrições.